# 알로피

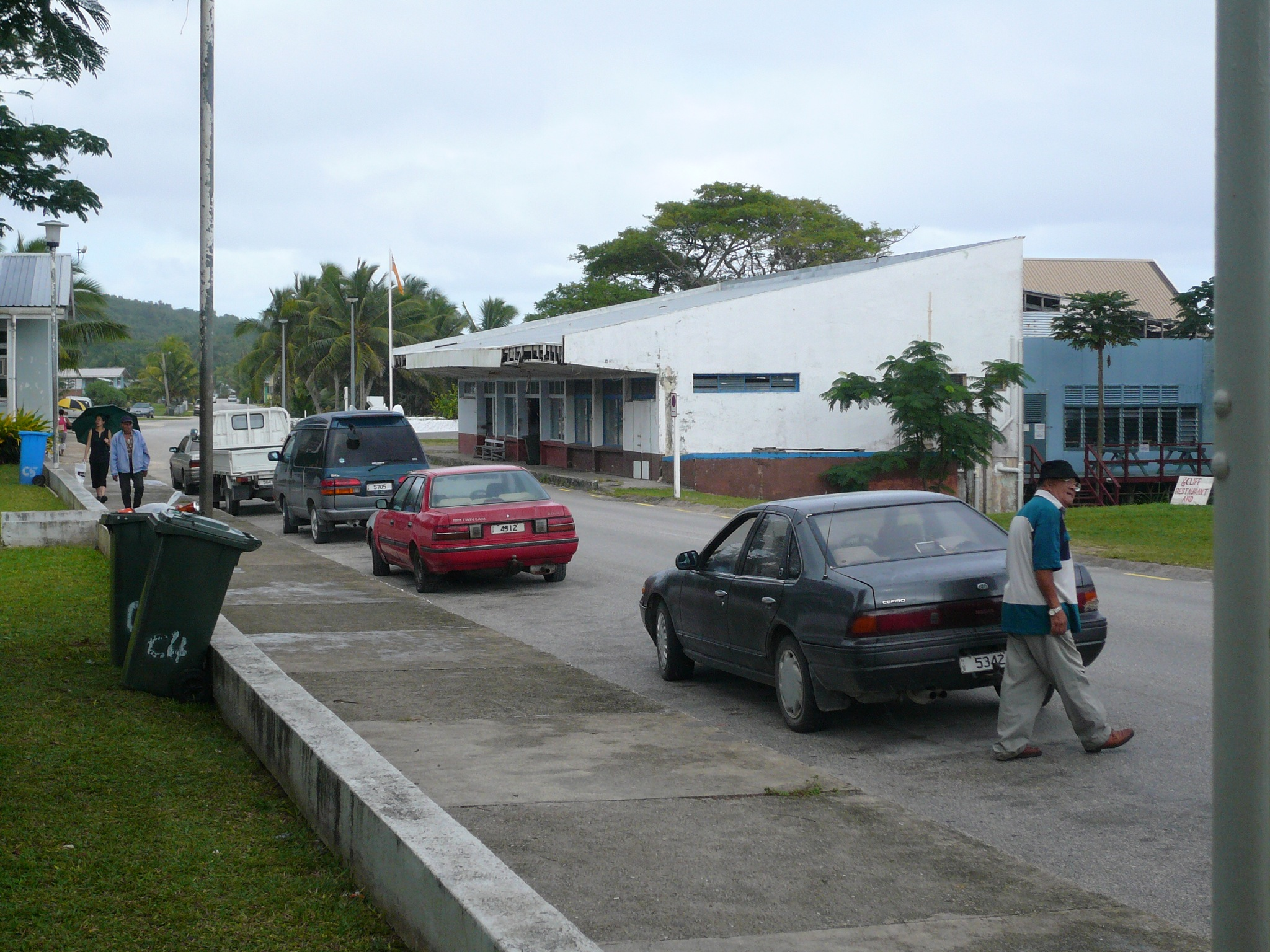
알로피

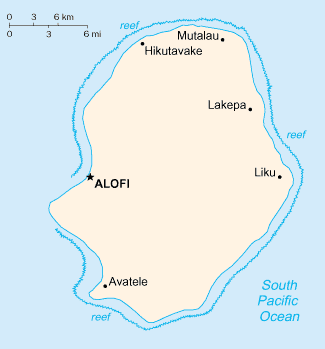
알로피의 지도

알로피(Alofi)는 뉴질랜드의 자치령인 니우에의 수도이다. 인구는 2017년을 기준으로 597명이다.

## 같이 보기
- 니우에의 행정 구역
- 수도 이름순 수도 목록

1. ↑  “Niue Household and Population Census 2017” (PDF). 《niue.prism.spc.int》. Niue Statistics Office. 2020년 5월 5일에 확인함.